# Le Cœur découvert
Pour la série télévisée, voir Le Cœur découvert (série télévisée).
Le Cœur découvert : roman d'amours est un roman québécois de Michel Tremblay paru en 1986.

## Résumé
Un professeur de lettres de 39 ans, Jean-Marc, vient de rompre avec Luc. Il rencontre dans un bar un acteur de 24 ans, Mathieu. Celui-ci s'est d'abord marié avant de découvrir son homosexualité, et il a un enfant de 4 ans, Sébastien. 
Mathieu et Jean-Marc vont se découvrir peu à peu et vivre ensemble. Jean-Marc devra s'habituer à Sébastien, l'enfant de Mathieu, et le couple devra faire face aux préjugés de leur entourage.

## Suite
Le roman est suivi en 1993 par Le Cœur éclaté, plus sombre que le précédent.

## Adaptation
Le roman a été adapté au cinéma sous le même titre en 1986 par le réalisateur Jean-Yves Laforce, mettant en vedette Michel Poirier et Gilles Renaud. Plus tard, en 2001, portant le même titre, une série télévisée de 13 épisodes a été réalisée par Gilbert Lepage et diffusée en janvier 2003. Elle mettait également en vedette Michel Poirier et Gilles Renaud, ainsi que Janine Sutto et Huguette Oligny). Elle se situait huit ans après les événements du livre et deux ans avant Le Cœur éclaté.